# أندريه موريرا
أندريه موريرا (و. 1982  م) هو راكب دراجة هوائية برتغالي، ولد في فيانا دو كاستيلو.

## روابط خارجية
- أندريه موريرا على موقع الاتحاد الدولي للدراجات (الإنجليزية)
- أندريه موريرا على موقع أرشيف الدراجات (الإنجليزية)
- أندريه موريرا على موقع إحصائيات الدراجات الإحترافية (الإنجليزية)